# Carlos Ghosn
Carlos Ghosn Bichara KBE (Guajará-Mirim, 9 de março de 1954) é um empresário franco-brasileiro de origem libanesa.
Ocupou a presidência do Grupo Renault, da empresa japonesa Nissan, da Mitsubishi Motors, da fabricante automobilística russa AvtoVAZ e da Aliança Renault-Nissan-Mitsubishi até ser preso, em 2018.
Comandou a Aliança Renault-Nissan-Mitsubishi, parceria estratégica que supervisiona a Nissan e a Renault através de um contrato único de participações cruzadas. Desde 2010, a aliança (com AvtoVAZ e Mitsubishi incluídas) detinha cerca de 10% da quota de mercado global; desde 2016, é o quarto maior grupo automobilístico do mundo.
Depois de ter feito a reestruturação radical à Renault, retornando a empresa à lucratividade do fim de 1990, Carlos ficou conhecido como "Le Cost Killer". No início de 2000 - por ter orquestrado uma das campanhas mais agressivas de reestruturação da indústria automobilística, e por ter dado a volta à Nissan que quase faliu em 1999 -, Carlos recebeu o apelido de "Mr. Fix It".
Após a recuperação financeira da Nissan, em 2002 a Fortune concedeu a Carlos o prêmio de Empresário do Ano na Ásia. Em 2003, a Fortune identificou-o como uma das dez pessoas mais poderosas no mundo dos negócios fora dos Estados Unidos, e a sua edição asiática o elegeu Homem do Ano. Pesquisas conjuntamente publicadas pela Financial Times e PricewaterhouseCoopers nomearam Carlos o quarto líder empresarial mais respeitado em 2003, e o terceiro líder empresarial mais respeitado em 2004 e 2005. Carlos alcançou rapidamente o estatuto de celebridade no Japão e no mundo empresarial, e a sua vida foi retratada numa revista japonesa de mangá. Carlos veio a ser solicitado a dirigir pelo menos duas outras fabricantes automobilísticas, mais precisamente a General Motors e a Ford. A sua decisão de despender € 4 bilhões (mais do que US$ 5 bilhões) - para que a Renault e a Nissan pudessem conjuntamente desenvolver uma linha inteira de carros elétricos, inclusive o Nissan Leaf (considerado como "o primeiro carro de zero emissões a preço acessível no mundo") — é um dos quatro temas do documentário de 2011 "Revenge of the Electric Car".
Ghosn deixou o cargo de CEO da Nissan em 1 de abril de 2017, permanecendo como presidente da empresa. Ele foi preso no aeroporto de Haneda em 19 de novembro de 2018, sob alegações de sub-relato de seus ganhos e uso indevido de ativos da empresa. Em 22 de novembro de 2018, o conselho da Nissan tomou a decisão unânime de demitir Ghosn como presidente da Nissan. Seguiu-se o conselho da Mitsubishi Motors em 26 de novembro de 2018. Renault e o governo francês continuaram a apoiá-lo, considerando-o inocente até que se prove a culpa. No entanto, Ghosn renunciou ao cargo de presidente e CEO da Renault em 24 de janeiro de 2019. Enquanto estava sob fiança, Ghosn foi preso em Tóquio em 4 de abril de 2019 devido a novas acusações de apropriação indébita de fundos da Nissan. Em 8 de abril de 2019, os acionistas da Nissan votaram a favor de expulsar Ghosn da diretoria da empresa. Ele foi libertado sob fiança em 25 de abril 2019. Em dezembro de 2019, ele deixou clandestinamente o Japão e fugiu para o Líbano. Em abril de 2022, o governo francês emitiu mandado de prisão contra Carlos.

## Biografia

### Juventude e formação
Bichara Ghosn (avô de Carlos Ghosn) emigrou do Líbano para o Brasil aos 13 anos e estabeleceu-se no Território Federal do Guaporé, depois estado de Rondônia, perto da fronteira do Brasil com a Bolívia. Bichara era um empresário e administrou empresas de diversos setores, inclusive empresas de comércio de borracha bem como empresas de comércio de produtos agrícolas além de empresas de aviação. O seu filho Jorge Ghosn casou-se com Rose Zetta Jazzar, de origem nigeriana, cuja família também emigrou do Líbano, e ambos também estabeleceram-se em Rondônia tendo tido Carlos Ghosn como filho nascido em março de 1954 em Guajará-Mirim.
Quando Carlos tinha cerca de 2 anos, ficou doente ao beber água insalubre e os seus pais mudaram-se com ele para o Rio de Janeiro. Lá, ele não recuperou-se totalmente e, em 1960, aos 6 anos, mudou-se com a sua mãe e irmã para Beirute, Líbano, onde a sua avó paterna morava.
Carlos concluiu o ensino secundário na escola jesuíta Collège Notre-Dame de Jamhour, em Beirute. Mais tarde, concluiu os seus cursos preparatórios em Paris, no Collège Stanislas e no Lycée Saint-Louis. Formou-se com diplomas universitários de engenharia da École Polytechnique em 1974 e da École des Mines em 1978.

### Carreira profissional

#### Da Michelin à Renault

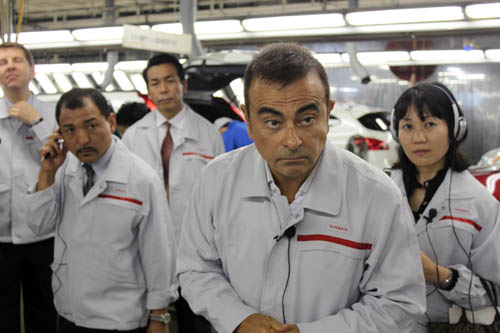
Carlos durante uma entrevista na fábrica da Nissan em Kyushu, Japão, em setembro de 2011

Após formar-se em 1978, Carlos passou 18 anos na Michelin, a maior fabricante pneumática da Europa, inicialmente aprendendo e trabalhando em diversas fábricas na França e Alemanha. Em 1981, adquiriu o cargo de gerente de fábrica em Le Puy-en-Velay, França. Em 1984, foi nomeado diretor do departamento de pesquisa e desenvolvimento da divisão pneumática industrial da empresa.
Em 1985, quando tinha trinta anos de idade, foi nomeado diretor de operações, ficando responsável pelas operações sul-americanas da Michelin. Regressou ao Rio de Janeiro, reportando-se diretamente a François Michelin, o qual encarregou-o de melhorar as operações, as quais não faziam face à hiperinflação da época no Brasil. Carlos formou grupos de gestão multifuncional para determinar as melhores práticas entre as nacionalidades francesa, brasileira e outras que trabalhavam na divisão sul-americana. A experiência multicultural no Brasil formou a base do seu estilo de gestão multicultural e ênfase em diversidade como ativo empresarial crucial. "Aprendo com a diversidade, mas obtenho conforto com a semelhança", disse Ghosn. A divisão voltou a lucrar dois anos depois.
Depois de ter dado a volta às operações sul-americanas da Michelin, foi nomeado presidente e diretor de operações da sede norte-americana da Michelin em 1989, e mudou-se com a sua família para Greenville, Carolina do Sul. Foi promovido a diretor executivo daquela sede em 1990, e presidiu à reestruturação da empresa após a sua aquisição por parte da Uniroyal Goodrich Tire Company.
Em 1996, a empresa francesa automobilística Renault, em dificuldade, recrutou-o como vice-presidente executivo responsável por compras, investigação avançada, engenharia e desenvolvimento, operações de motopropulsão e manufatura; contudo, também ficou responsável pela divisão sul-americana da Renault localizada no Mercosul. A reestruturação radical da Renault por Carlos retornou a empresa à lucratividade de 1997 em diante.

#### Nissan e a aliança Renault-Nissan
Em março de 1999, a Renault e a Nissan formaram a Aliança Renault-Nissan e, em maio de 1999, a Renault adquiriu uma participação de 36,8% da Nissan. Enquanto mantinha os seus cargos na Renault, Carlos foi admitido na Nissan como diretor de operações em junho de 1999, alcançando o cargo de presidente em junho de 2000 e o de diretor executivo em junho de 2001. Quando Carlos foi admitido na empresa, a Nissan tinha uma dívida automobilística líquida remunerada de US$ 20 bilhões (mais de 2 trilhões de ienes), e só 3 modelos dos 46 dela vendidos no Japão estavam gerando lucro. A reversão da empresa era considerada como praticamente impossível.
O Plano de Recuperação da Nissan de Carlos - anunciado em outubro de 1999 - visava retornar a empresa à lucratividade no ano fiscal de 2000, a uma margem de lucro superior a 4,5% das vendas até o fim do ano fiscal de 2002 e a uma redução de 50% do atual nível da dívida até o fim do ano fiscal de 2002. Carlos havia prometido demitir-se caso essas metas não fossem concretizadas. O Plano de Recuperação exigia a supressão de 21 mil postos de trabalho na Nissan (14% da força de trabalho total), maioritariamente no Japão, o encerramento de cinco fábricas japonesas, a redução do número de fornecedores e participações e o leiloamento de ativos valiosos tais como a unidade aeroespacial da Nissan.
Carlos foi a quarta pessoa não japonesa a liderar a indústria automobilística japonesa após Mark Fields, Henry Wallace e James Miller terem sido nomeados pela Ford para dirigir a Mazda no fim de 1990. Além de ter suprimido postos de trabalho, fábricas e fornecedores, Carlos liderou importantes e dramáticas alterações às estruturas e culturas empresariais da Nissan. Desafiou a etiqueta empresarial japonesa de diversas formas, inclusive através da eliminação de promoções baseadas em antiguidade e idade, através da alteração do emprego vitalício, mais precisamente de uma garantia para um objetivo desejado (para quando a empresa alcançasse um alto desempenho) e através do desmantelamento do sistema keiretsu da Nissan - uma teia entrelaçada de fornecedores de peças com participações cruzadas na Nissan. Quando o Plano de Recuperação foi anunciado, o desmantelamento proposto do keiretsu concedeu a Carlos o apelido de "exterminador do keiretsu", e o Wall Street Journal citou um analista da Dresdner Kleinwort Benson em Tóquio, afirmando que Carlos poderia tornar-se "alvo de indignação pública" se a Nissan removesse antigos afiliados da sua cadeia de abastecimento. Carlos alterou o idioma oficial da Nissan do japonês para o inglês, e incluiu executivos da Europa e América do Norte em sessões-chave de estratégia global pela primeira vez.
No primeiro ano do Plano de Recuperação da Nissan, o resultado líquido (após a dedução de impostos) consolidado positivo da Nissan subiu para US$ 2,7 bilhões de dólares no ano fiscal de 2000, de um resultado líquido consolidado negativo de US$ 6,46 bilhões no ano anterior. Depois de doze meses de execução do plano de recuperação de três anos, a Nissan voltou à lucratividade; e, três anos depois, passou a ser uma das fabricantes mais lucrativas da indústria automobilística, com margens operacionais constantemente superiores a 9% - mais do que o dobro da média da indústria. Os objetivos do Plano de Recuperação da Nissan foram todos alcançados antes do dia 31 de março de 2002.
Em maio de 2002, Carlos anunciou o seu seguinte conjunto de objetivos para a empresa, mais precisamente o "Nissan 180", um plano de três anos para o crescimento com base nos números 1, 8 e 0: até o fim de setembro de 2005, a Nissan visava aumentar as suas vendas globais por um milhão de veículos; e, na primavera de 2005, estava comprometida a obter uma margem operacional de pelo menos 8%, inclusive reduzir a sua dívida líquida automobilística a zero. Estes objetivos foram todos alcançados: na primavera de 2003, a Nissan anunciou que a sua dívida líquida automobilística havia sido eliminada no ano fiscal de 2002; a margem de lucro operacional da Nissan subiu para 11,1% no ano fiscal de 2003, a qual era de 1,4% no ano fiscal de 1999; em outubro de 2005, a Nissan anunciou que as suas vendas anuais referentes ao período compreendido entre 30 setembro de 2004 e 30 de setembro de 2005 haviam sido de 3,67 milhões - uma subida evidente em comparação com os 2,6 milhões de veículos vendidos no ano fiscal encerrado em março de 2002.

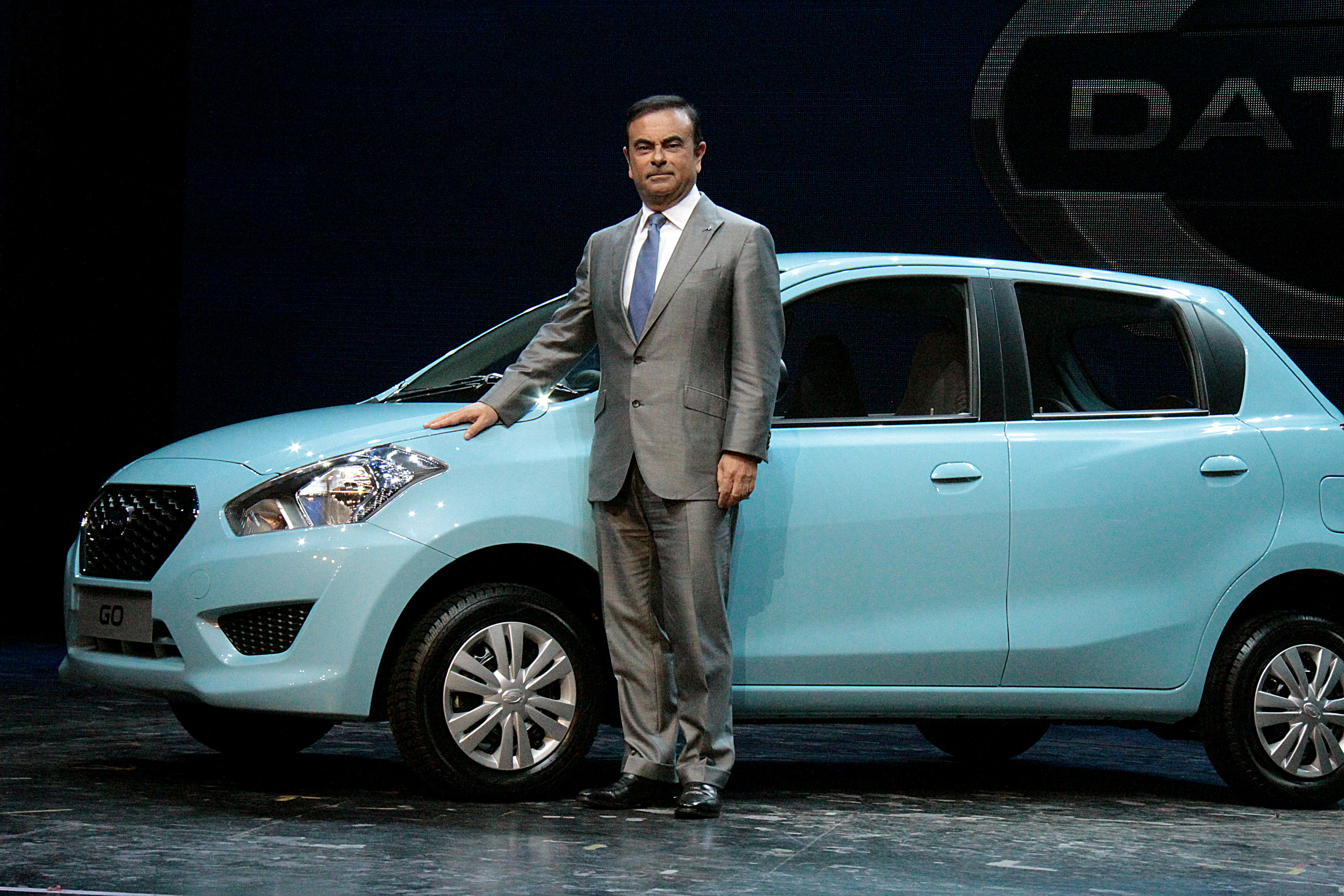
Carlos no lançamento da Datsun Go em Nova Deli, Índia (2013)

Em maio de 2005, Carlos foi nomeado presidente e diretor executivo da Renault. Quando assumiu o cargo de diretor executivo nas empresas Renault e Nissan, tornou-se a primeira pessoa do mundo a simultaneamente dirigir duas empresas na Fortune Global 500.
Em 2005, o investidor bilionário Kirk Kerkorian adquiriu uma participação de 9,9% na General Motors (GM), coloca um dos seus representantes no conselho de administração da empresa e, em seguida, urge a GM a considerar uma fusão com a Renault e Nissan, com Carlos Ghosn como o novo presidente da GM. Em 2006, a gestão problemática da GM rejeitou a tentativa de aquisição; e, no fim do ano, a empresa Tracinda Corp de Kerkorian vende a maioria das suas ações da GM.
Em 2006, a Ford Motor Co fez ao brasileiro uma oferta formal para liderar a empresa, segundo o livro American Icon: Alan Mulally and the Fight to Save Ford Motor Company por Bryce Hoffman. Carlos recusou a oferta dizendo alegadamente que só aceitaria a oferta da empresa em sérios apuros se fosse nomeado diretor executivo e presidente do conselho de administração. Bill Ford Jr recusou-se a abandonar o seu cargo de presidente.

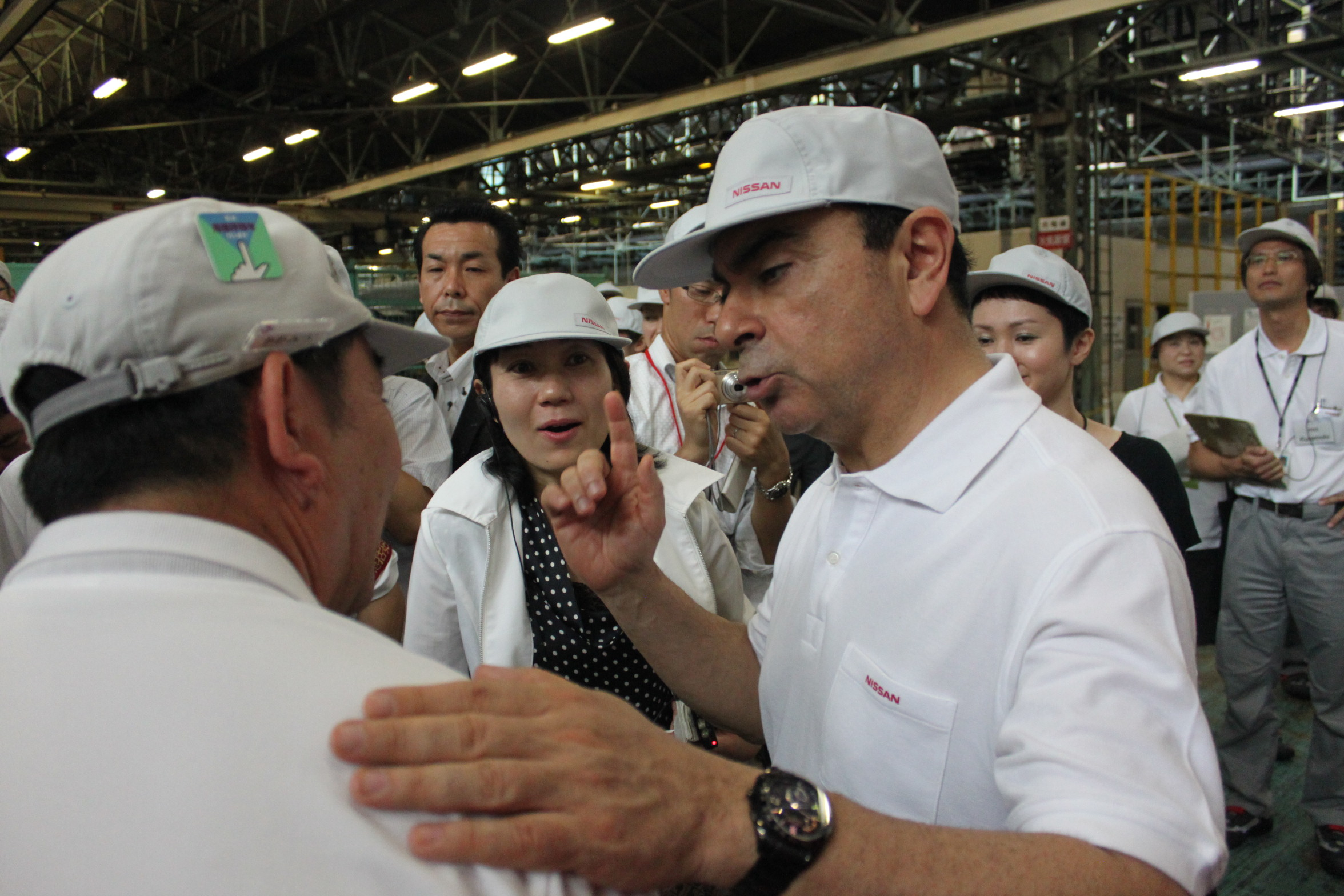
Carlos na Nissan Honmoku Wharf, uma plataforma logística de cerca de 10 km ao sudeste da sede global da Nissan, situada em Yokohama (julho de 2011)

Em 2007, Carlos liderou a Aliança Renault-Nissan rumo ao mercado de carros elétricos de zero emissões de uma forma significativa, e cometeu 4 bilhões de euros (mais do que US$ 5 bilhões) para este fim. Em 2008, ele confirmou que a Nissan-Renault iria colocar uma "linha inteira" de carros elétricos de zero emissões no mercado global até 2012. Em 2009, ele disse à Universidade da Pensilvânia - Wharton School of Business - o seguinte: "Se deixar que os países em desenvolvimento tenham a quantidade de carros que querem, uma acontecimento considerado como inevitável, não há outra alternativa a não ser optar por zero emissões. E o único veículo de zero emissões atualmente disponível é elétrico... Portanto, esta era a nossa única opção”. O Nissan Leaf — um carro elétrico anunciado como "o primeiro carro de zero emissões a preço acessível no mundo" — foi lançado em dezembro de 2010.
Em 2008, Carlos foi nomeado presidente e diretor executivo da Nissan. E, em 2009, foi nomeado presidente e diretor executivo da Renault.
Carlos foi um líder notável nos esforços de recuperação após o terremoto e tsunami de 11 de março de 2011 no Japão, um dos piores desastres naturais da história moderna. Em 29 de março de 2011, ele fez a primeira de diversas visitas à arrasada fábrica de motores Iwaki, na prefeitura de Fukushima, a 50 km da usina nuclear de Fukushima Daiichi; e, mediante a sua direção, a Nissan restaurou todas as operações na fábrica Iwaki. Ele apareceu inclusive em canais televisivos japoneses para incitar otimismo. Em maio de 2011, o rondoniense permanecia comprometido com a construção anual de pelo menos um milhão de carros e caminhonetes Nissan no Japão.
Em junho de 2012, Carlos foi nomeado vice-presidente do conselho de administração da fabricante automobilística russa AvtoVAZ. Em junho de 2013, foi nomeado presidente da empresa russa, cargo que manteve até junho de 2016. Em 2008, a Renault começou uma parceria estratégica com a AvtoVAZ, através da aquisição de uma participação de 25% na empresa, dando origem a parcerias cada vez mais profundas entre a Renault-Nissan e a AvtoVAZ, terminando no controle da fabricante automobilística russa em 2014 pela Aliança Renault-Nissan.
Em fevereiro de 2017, Carlos anunciou que deixaria o cargo de CEO da Nissan em 1 de abril de 2017 enquanto permanecia como presidente da empresa. Hiroto Saikawa, que esteve na Nissan há 40 anos e foi co-presidente-executivo da empresa, tornou-se o seu CEO.

#### Mitsubishi
Em outubro de 2016, a Nissan completou a aquisição de uma participação controladora de 34% na Mitsubishi Motors. Carlos tornou-se presidente da Mitsubishi além de seus postos na Renault-Nissan, com o objetivo de reabilitar a montadora após um escândalo de meses de duração envolvendo uma deturpação de economia de combustível e a consequente queda nas receitas. A parceria Nissan-Mitsubishi inclui parceria no desenvolvimento de automóveis elétricos para a Mitsubishi, e a aliança Renault-Nissan-Mitsubishi cria o quarto maior grupo automotivo do mundo, depois da Toyota, Volkswagen AG e General Motors Co.

#### Consultorias
Carlos foi membro do Conselho Consultivo Internacional do Banco Itaú até 2015. Também é membro do Conselho Consultivo da Escola de Economia e Gestão da Universidade Tsinghua, em Pequim. Recebeu um doutorado honorário da Universidade Americana de Beirute. Além disso, também é membro do Conselho Estratégico da Universidade São José de Beirute. Em maio de 2014 e 2015, ele foi eleito presidente da Associação Europeia de Fabricantes de Automóveis. Ele oficia como Governador do Fórum Econômico Mundial.

## Detenção em Tóquio e posterior investigação da Nissan
Em 19 de novembro de 2018, os promotores do distrito de Tóquio prenderam Ghosn às 16h30, após sua reentrada no Japão a bordo de um jato particular que veio do Líbano, para questionamentos sobre alegações de falsa contabilidade. O principal assessor de Ghosn, Greg Kelly, diretor da Nissan e ex-chefe de recursos humanos, também foi preso ao chegar dos EUA naquele dia.

### Fuga
Em 30 de dezembro de 2019, vários meios de comunicação informaram que Ghosn havia escapado do Japão e chegado a Beirute, Líbano. Mais tarde, Ghosn confirmou sua fuga através de uma declaração divulgada por seu representante de imprensa em Nova York. Em sua declaração, Ghosn afirmou que "não seria mais refém de um sistema judiciário japonês fraudulento, onde se presume culpa, a discriminação é desenfreada e direitos humanos básicos são negados". Carlos Ghosn realizou sua primeira conferência de imprensa desde que deixou o Japão em 8 de janeiro de 2020, na qual descreveu suas condições de prisão, alegou inocência e nomeou executivos da Nissan que planejaram sua morte. Ele afirmou que, quando deixou o Japão, "fugi da injustiça e da perseguição política. No dia seguinte, o juiz Ghassan Ouiedat, um promotor libanês, impôs uma proibição para realizar viagens para Gosn. Após sua fuga do Japão, o advogado japonês de Carlos Ghosn e outros sete membros de sua defesa renunciaram. Seu advogado, Junichiro Hironaka, disse que sua fuga foi uma "completa surpresa".
Não está claro como Ghosn conseguiu deixar o país, já que estava impedido de viajar para o exterior e sob supervisão da Justiça, um canal de TV libanês, MTV, diz que Ghosn teria fugido dentro de uma caixa de instrumentos musicais, segundo a emissora, uma banda havia se apresentado em sua casa e depois de terem terminado, o homem de 65 anos se escondeu em uma grande caixa de instrumentos musicais que foi levada às pressas para um aeroporto local, ele voou para a Turquia, antes de chegar ao Líbano em um jato particular; a emissora não forneceu provas dessa teoria que se espalhou rapidamente pelas mídias sociais.
Em 2 de janeiro de 2020, o Líbano recebeu o "aviso vermelho" da Interpol pela prisão do ex-chefe da Nissan, o fugitivo Carlos Ghosn, a sua página no website da organização cita como motivos: Artigo 960 (1) e (iii) da Lei de Violação de Empresas, Artigo 247 (1) e (i) do Artigo 247 da Lei de Violação de Instrumentos Financeiros e Câmbio, Artigo 960 (1) e Lei de Violação de Empresas artigo 960 (1) e (iii).
Em 12 de fevereiro, a Nissan pediu US$ 90 milhões para recuperar os custos das supostas ações "corruptas" de Ghosn.

## Vida pessoal
Carlos Ghosn - a quem a revista Forbes chamou de "o trabalhador mais assíduo na altamente competitiva indústria automobilística" — divide o seu tempo entre Paris e Tóquio, e desde 2006 registra anualmente cerca de 241 mil quilômetros aéreos. A mídia japonesa já o chamou de "Sete-Vinte-e-Três" (porque trabalha assiduamente desde o início da manhã até à noite"). Ghosn tem cidadania brasileira e francesa. Ele tem sido destacado pelo seu estilo direto, prático e orientado para a execução e os resultados em reuniões de estratégias comerciais, mas também devido ao seu interesse em resolver problemas a partir do interior das empresas, falando diretamente com trabalhadores e criando grupos multifuncionais e multiculturais.
Ghosn é um poliglota, e fala quatro línguas de forma fluente: português (a sua língua nativa), francês, inglês e árabe; mas também estudou japonês. Além disso, ele mantém laços com o Líbano, onde viveu por dez anos e concluiu o ensino primário e secundário. Ele é um parceiro da Ixsir, uma adega situada na cidade costeira setentrional de Batroun, Líbano. Em 2012, foi nomeado para o Conselho Honorífico da Fundação Americana do Hospital São Jorge em Beirute.
É o "pai divorciado da empreendedora Caroline e de outros três".

### Politicamente
Carlos Ghosn tem sido considerado como um potencial candidato presidencial no Líbano.
Em levantamento realizado em junho de 2011 pela companhia de seguros de vida AXA, Carlos Ghosn ficou classificado em sétimo lugar numa pesquisa de opinião aleatória que perguntou ao povo japonês: "Qual celebridade gostaria que governasse o Japão?" (Barack Obama ficou em nono lugar e o primeiro-ministro Naoto Kan em décimo nono.). O próprio Carlos tem até agora recusado tais considerações, dizendo: "Não tenho ambições políticas!".

## Na imprensa
Desde novembro de 2001, a história da vida de Carlos Ghosn tem sido transformada numa série japonesa de histórias em quadrinhos de super-heróis intitulada A Verdadeira História de Carlos Ghosn, na revista de mangá Big Comic Superior. A série foi publicada em livro em 2002.
Carlos também tem uma bentō com o seu nome nos cardápios de alguns restaurantes em Tóquio. As bentōs são populares entre empresários, estudantes e outras pessoas que apreciam almoços rápidos. O Financial Times considerou a "Bento de Carlos Ghosn" como "uma medida da ascensão extraordinária de Ghosn no Japão, na qual ele deve se sentir digno de comer. Os japoneses consideram a sua alimentação de uma forma muito séria e não acolhem bem intrusões estrangeiras. Como tal, a "Bento de Ghosn" pode ser considerada como uma forma japonesa de demonstração da sua aceitação para com ele".
O objetivo de Carlos de desenvolver a linha de carros elétricos de zero emissões na Nissan é um dos quatro temas do documentário de 2011 chamado Revenge of the Electric Car. O Nissan Leaf de zero emissões — que a Nissan começou a fornecer no final de 2010 nos Estados Unidos e no Japão — é o primeiro carro elétrico de zero emissões do mundo a ser fabricado em massa. Ghosn autorizou mais de 5 bilhões de dólares norte-americanos para colocar o Nissan Leaf - assim como inúmeros carros elétricos derivados com base na arquitetura do Leaf - no mercado; uma aposta que fez a Businessweek perguntar se ele era "louco".

### Visto por universitários
Carlos Ghosn, a exemplo de outros megaempresários como Bill Gates e Steve Jobs, é um tema frequente de teses e dissertações universitárias de estudantes de administração de negócios.
A CyberEssays tem uma seção dedicada a trabalhos sobre a liderança empresarial de Carlos. Uma das teses mais comumente citadas é a tese de Mestrado em administração de negócios de junho de 2005, escrita por Koji Nakae, da MIT Sloan School of Management, que compara o brasileiro ao general norte-americano Douglas MacArthur, que reestruturou a sociedade japonesa após a Segunda Guerra Mundial.

### No meio literário
Carlos é o tema de diversos livros em inglês, japonês e francês. Em inglês, publicou um livro de negócios (campeão de vendas) chamado Shift: Inside Nissan's Historic Revival. Também foi o tema de outro livro de negócios chamado Turnaround: How Carlos Ghosn Rescued Nissan por David Magee. Também proferiu comentários sobre estratégias empresariais e sessões de formação a gestores aspirantes num livro chamado The Ghosn Factor: 24 Inspiring Lessons From Carlos Ghosn, the Most Successful Transnational CEO por Miguel Rivas-Micoud.

## Prêmios e reconhecimentos
Devido aos seus feitos de importância considerável, o empresário teve a honra de receber inúmeros prêmios e homenagens. Alguns destes incluem:
- Em 2002, a Fortune concedeu-lhe o prêmio de Empresário do Ano na Ásia.[16][17]
- Em 2003, foi nomeado Homem do Ano na edição asiática da revista Fortune.[19]
- Em 2003, a Fortune listou-o como um dos dez líderes empresariais mais poderosos fora dos Estados Unidos.[18]
- Em 2004, foi imortalizado no Automotive Hall of Fame[175] e novamente imortalizado no Japan Automotive Hall of Fame.[176]
- Em outubro de 2006, foi designado Cavaleiro Comandante Honorário da Ordem do Império Britânico.[177]
- Em 2010, a revista CEO Quarterly listou-o como um dos "Mais respeitados diretores executivos".[178]
- Em novembro de 2011, o canal televisivo CNBC listou-o como Líder Empresarial do Ano na Ásia.[179]
- Em junho de 2012, foi premiado com o Japan Society Award.[180]
- Em outubro de 2012, tornou-se a primeira pessoa na indústria automobilística - e quarta geral - a receber um Lifetime Achievement Award do Strategic Management Society, um grupo sem fins lucrativos que promove administração empresarial estratégica e ética.[181]
- Em outubro de 2012, foi premiado com a Grã-Cruz da Ordem de Isabel a Católica, uma designação honorífica concedida a civis em reconhecimento dos serviços que beneficiam a Espanha.[182]
- Em 2013, foi nomeado International Fellow da Royal Academy of Engineering.[183]